# Ledo
Ledo je tvrtka koja se bavi proizvodnjom sladoleda i zamrznutih proizvoda poput tijesta, voća i povrća i ribe. Ledo je osnovan 1958. godine kada je na hrvatskom tržištu predstavio prvi industrijski sladoled Snjeguljicu. Dio je koncerna Agrokor.
Ukupni su prihodi Leda u 2008. godini iznosili 1,19 milijarde kuna i povećani su 16,7 posto u odnosu na godinu lani. Glavninu prihoda čine prihodi od prodaje u zemlji koji su povećani 13,2 posto, a za 28,3 posto bilježi se rast prihoda u inozemstvu. Ostvarena neto dobit iznosi 89,4 milijuna kuna, što je porast za 28,8 posto u odnosu na godinu ranije.
Udio Leda na domaćem tržištu u prodaji sladoleda iznosi 77%. Ledo je s udjelom od 79% lider i na tržištu susjedne Bosne i Hercegovine, gdje je početkom 2000. godine kupio tvornicu za proizvodnju sladoleda u Čitluku i osnovao poduzeće Ledo Čitluk d.o.o. Ledo je 2004. godine dodatno ojačao svoju regionalnu poziciju širenjem sladoledarske djelatnosti i u Mađarsku, prvenstveno kupnjom tvrtke Baldauf, danas Ledo Kft. Mađarska, trećeg proizvođača sladoleda na mađarskom tržištu.
Ledo je u prosincu 2012. godine proveo izdanje novih dionica sa stopostotnom uspješnošću, u postupku povećanja temeljnog kapitala upisano je i uplaćeno svih ponuđenih novih redovnih dionica za 750 milijuna kuna. Tom dokapitalizacijom Ledo je želio prikupiti sredstva za kupnju Frikoma iz Beograda i Leda Podgorica od Agrokora. Većinu izdanja upisali su mirovinski fondovi, oko 70 posto svih upisanih dionica, a sudjelovali su i ostali institucionalni investitori - osiguravateljske kuće, investicijski fondovi, brokerske kuće.
Ledo je krajem 2012. godine stekao od Agrokora i 100 posto udjela u Ledo Podgorici, po kupoprodajnoj cijeni od 150,1 milijun kuna.
Tvrtka Ledo je 9. siječnja 2013. izvijestila kako je transakcijom od 728,3 milijuna kuna na Beogradskoj burzi, stekla od Agrokora 95,83 posto dionica u temeljnom kapitalu društva Frikom, proizvođača sladoleda i smrznute hrane iz Beograda.
Dana 29. ožujka 2021. sklopljen je kupoprodajni ugovor između hrvatske Fortenove grupe i britanske Nomad Foods Limited u vrijednosti od 615 milijuna eura za preuzimanje tvrtke Leda (Ledo plus, Ledo Čitluk i Frikom).

## Vanjske poveznice
- Službene stranice
- Ledo plus d. o. o. Hrvatska tehnička enciklopedija, portal hrvatske tehničke baštine. LZMK